# Sweet Noodle Pop
『Sweet Noodle Pop』（スウィート・ヌードル・ポップ）は、日本の音楽ユニット・little by littleが2005年7月20日にソニー・ミュージックレコーズから発売した1枚目のオリジナルアルバム。

## 内容
メジャーデビューから約1年7ヶ月を経て発売された初のアルバム。
初回仕様特典としてオリジナル・ステッカーが同梱された。

## 収録曲
1. Sweet Noodle Pop [3:37]
作詞・作曲：tetsuhiko
編曲：嘉生大樹
今作の表題曲。
2. Just Like Eating Cheese [4:11]
作詞・作曲：tetsuhiko
編曲：嘉生大樹
3. CLOSER [4:40]
作詞・作曲：tetsuhiko
編曲：嘉生大樹
4. 悲しみをやさしさに [3:58]
作詞：tetsuhiko
作曲：tetsuhiko、十川知司
編曲：tasuku
ストリングスアレンジ：村山達哉
1stシングルの表題曲。
5. ケチャップ [5:32]
作詞・作曲：tetsuhiko
編曲：カンセイ・ミヤジ、嘉生大樹
6. 雨上がりの急な坂道 [4:32]
作詞・作曲：tetsuhiko
編曲：カンセイ・ミヤジ、tetsuhiko
ストリングスアレンジ：村山達哉
3rdシングルの表題曲。
7. 僕はサテライト [4:11]
作詞・作曲：tetsuhiko
編曲：カンセイ・ミヤジ
8. Ninja Kids [3:36]
作詞・作曲：tetsuhiko
編曲：嘉生大樹
3rdシングルのカップリング曲。
9. シンクロ [4:40]
作詞・作曲：tetsuhiko
編曲：tasuku
4thシングルの表題曲。
10. dept [0:32]
作曲・編曲：嘉生大樹
インストゥルメンタル。
11. LOVE & PEACE [4:13]
作詞：tetsuhiko
作曲：tetsuhiko、十川知司
編曲：tasuku
ストリングスアレンジ：村山達哉
2ndシングルの表題曲。
12. home town [4:42]
作詞・作曲：tetsuhiko
編曲：橋本由香利
1stシングルのカップリング曲。
13. ハミングバード [4:49]
作詞・作曲：tetsuhiko
編曲：tasuku
5thシングルの表題曲。
14. アストロドッグ [3:57]
作詞・作曲：tetsuhiko
編曲：カンセイ・ミヤジ
2ndシングルのカップリング曲。
15. 開国ロック [3:48]
作詞・作曲：tetsuhiko
編曲：嘉生大樹

## 参加ミュージシャン
little by little
- hideco：Vocals (全曲)、Chorus (#2,13,15)、Guitar (#2)
- tetsuhiko：Chorus (#1,2,6,9,13,14,15)、Keyboards (#6)、Talking Modulator (#11)

Additional Musician
- tasuku：Guitar (#4,11,13)、Bass (#4,6,9,13)、Step & Craps (#11)
- 嘉生大樹：Guitar & Bass (#1,2,8,15)、All Instruments (#3)、Programming (#7)
- カンセイ・ミヤジ：Guitar (#5,6,7,14)、Bass (#5,7)
- 名越由貴夫：Guitar (#9,13)
- 八橋義幸：Guitar (#12)
- 種子田健：Bass (#11)
- 高間有一：Bass (#14)
- 野崎真助：Drums (#1,4,8,9)
- 玉田豊夢：Drums (#2,15)
- 佐野康夫：Drums (#6,11)
- 松本淳：Drums (#13)
- 長堀晶：Drums (#14)
- 奈良部匠平：Piano (#11)
- 村山/桐山ストリングス：Strings (#4,6,11)
- K：Chorus (#2)
- Team Shidoro-Modoro：Chorus (#2,15)
- 浅井紀代子：Sampling (#10)
- ◯△：Step & Craps (#11)
- oryu：Step & Craps (#11)
- okamura with lbl：Step & Craps (#11)

## タイアップ
- テレビ東京系列アニメ『NARUTO-ナルト-』第3期オープニングテーマ (#4)
- TBS系列愛の劇場『大好き!五つ子6』主題歌 (#6)
- シネカノン配給系映画『恋は五・七・五!』主題歌 (#9)
- コナカ『フィットハウス』CMソング (#9)
- テレビ東京系列アニメ『SDガンダムフォース』オープニングテーマ (#11)
- テレビ東京系列アニメ『焼きたて!!ジャぱん』エンディングテーマ (#13)